# Micaela Ramazzotti
Micaela Ramazzotti (ur. 17 stycznia 1979 w Rzymie) – włoska aktorka filmowa i telewizyjna.

## Kariera
Urodziła się w Rzymie 17 stycznia 1979 roku. W 1999 wystąpiła we włoskiej komedii romantycznej Taniec nocy letniej w reżyserii Pupiego Avatiego. W następnych latach zagrała m.in. w: komedii romantycznej Oczami miłości (2005, reż. Giulio Base), komediodramacie Sercowa sprawa (2009, reż. Francesca Archibugi), Coś pięknego (2010, reż. Paolo Virzì), Dziewczyny o wielkich sercach (2011, reż. Pupi Avati), Piękne motyle (2012, reż. Salvatore Mereu), Anni felici (2013, reż. Daniele Luchetti) i Zwariować ze szczęścia (2016, reż. Paolo Virzì). 
W 2010 została uhonorowana nagrodą David di Donatello dla najlepszej aktorki pierwszoplanowej za rolę w filmie Coś pięknego w reżyserii Paolo Virzìego, którego prywatnie jest żoną. Małżeństwo ma dwoje dzieci.